# Siegfried Detlev Bendixen
Siegfried Detlev Bendixen   (Kiel, 25 de novembre de 1786 - Gran Londres, 1864) va ser un pintor i artista gràfic alemany.

## Biografia

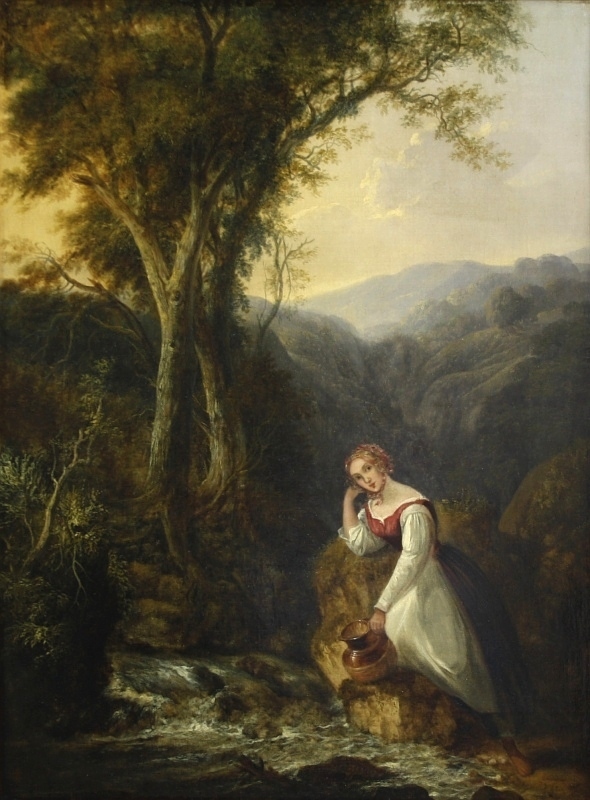
Una dona jove a la primavera

Va rebre les seves primeres lliçons d'art com a ajudant del pintor al fresc Giuseppe Anselmo Pellicia . Després d'una formació posterior a Kiel i Hamburg, va assistir a l’Acadèmia de Belles Arts de Dresden (1809), seguit d'un any a l'Acadèmia de Belles Arts de Munic, on va estudiar pintura d'història. Gràcies al suport financer del comte Friedrich Karl von Reventlow , va poder estudiar a París, on va treballar amb Jacques-Louis David fins al 1812.
El 1813 va tornar a Hamburg i s'hi va establir. Per recomanació del jurista Friedrich Johann Lorenz Meyer, va treballar com a professor a la Patriotische Gesellschaft. Més tard, esdevingué retratista; en olis i litografies. A mitjans de la dècada de 1820, juntament amb altres artistes locals, formà part d'una acadèmia de les arts sense ànim de lucre que oferia dos cursos; un per a artistes joves i principiants i un altre per a la pintura a l'oli, que incloïa treballar amb models nus. Entre els seus estudiants coneguts hi havia Christian Morgenstern, Henri Lehmann, Louis Gurlitt i Victor Emil Janssen .
Durant aquest mateix període, va entrar en possessió d'una gran col·lecció de pintures i dibuixos que va vendre, amb el temps, per donar suport a les seves altres activitats. A finals de la dècada de 1820, va realitzar nombrosos encàrrecs d'art religiós i decoració de l'església.
El 1832, per causes desconegudes, es va traslladar a Londres. Va continuar treballant com a retratista, però se sap poc d'ell després d'aquell moment. Un carrer del districte de Barmbek d'Hamburg porta el seu nom. El 2019, les seves obres van formar part d'una exposició, Hamburger Schule – Das 19. Jahrhundert neu entdeckt, a la Hamburger Kunsthalle.